# Buccinidae
Buccinidae es una familia de moluscos gasterópodos marinos. Corresponde a una familia taxonómica muy grande y diversa, con más de 1500 especies, de grandes caracoles marinos, a menudo conocidos como caracoles verdaderos.

## Taxonomía
La familia Busyconidae fue tratada durante un tiempo como una subfamilia de Buccinidae llamada Busyconinae.
Los géneros Antillophos, Engoniophos, Phos, Nassaria, Tomlinia, Anentome y Clea fueron tratados dentro de la familia Buccinidae, pero fueron trasladados a Nassariidae en 2016.

## Hábitat

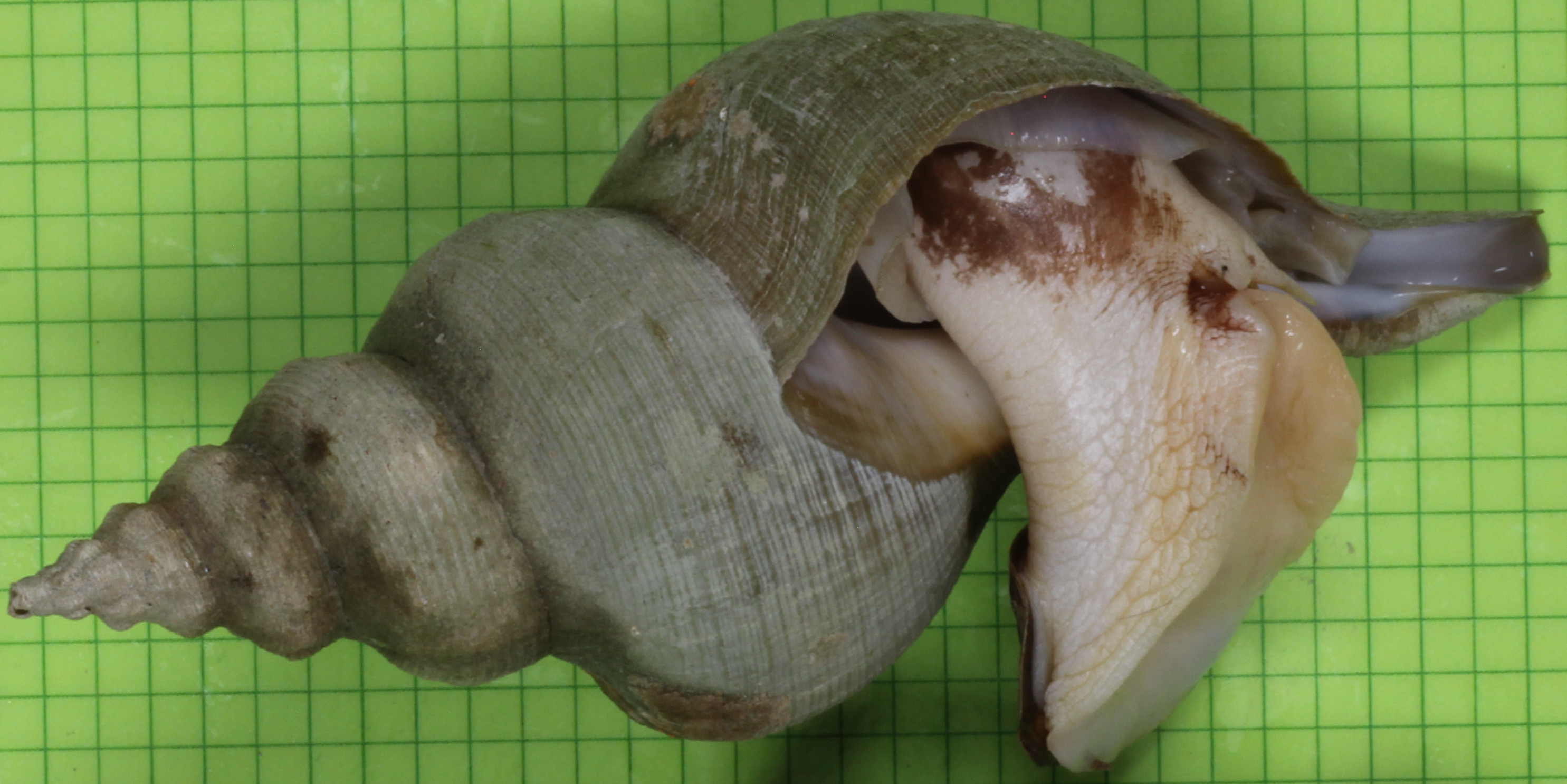
Penion ormesi, colectado en Golden Bay en Nueva Zelanda.

Los Buccinidae, o verdaderos caracoles, se encuentran en todo el mundo y en todos los mares, desde los océanos tropicales hasta los mares fríos del Océano Ártico y el Océano Austral. Se encuentran desde las zonas intermareales hasta las batipelágicas. La mayoría prefiere un fondo sólido, pero algunos habitan en sustratos arenosos.

## Descripción

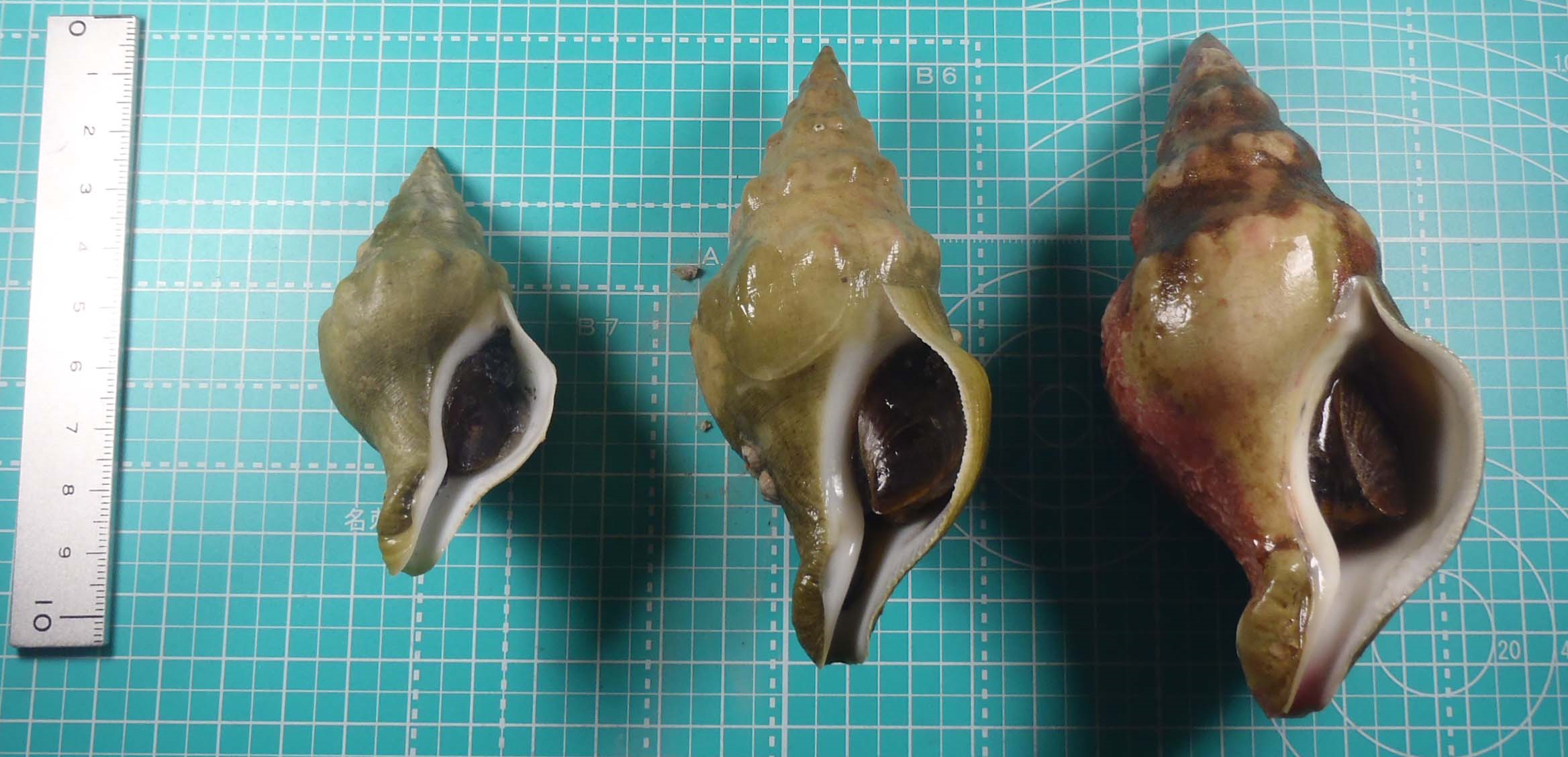
Tres Kelletia lischkei de Japón.

Las conchas de las especies de esta familia son de tamaño moderado a grande, de forma cónica a fusiforme. La concha suele tener suturas profundas. La superficie es generalmente lisa, a veces con una escultura en espiral y/o axial. El grosor de la concha es más pronunciado en las especies tropicales de aguas poco profundas, mientras que en aquellas especies que viven en aguas moderadas y más frías es generalmente delgado o moderadamente delgado. Las nervaduras radiales a veces muestran protuberancias en los hombros. La apertura es grande con un canal sifonal bien definido. El borde de la abertura se utiliza a veces para abrir el caparazón de los bivalvos. La abertura está cerrada por un opérculo córneo.
El cuerpo blando es alargado y en espiral. La cabeza tiene dos tentáculos cónicos y deprimidos que llevan los ojos sobre un lóbulo o prominencia en su base. La boca contiene una probóscide larga, cilíndrica y anulada y una lengua pequeña. El manto forma un colgajo de bordes delgados sobre la cavidad branquial. En el lado izquierdo tiene un canal alargado y abierto, que emerge por una muesca o surco en el caparazón. Las dos branquias son alargadas, desiguales y pectinadas (es decir, en forma de peine). El pie grande es generalmente ancho.

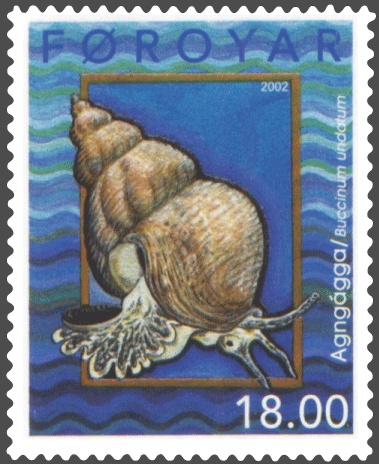
Buccinum undatum en una estampilla de las isla Faroe.

Los verdaderos caracoles son carnívoros y carroñeros. Se alimentan de almejas, carroña y, a veces, incluso de detritos. Su sentido del olfato está muy desarrollado; pueden detectar señales químicas de sus presas desde una distancia considerable con su osfradia. Muchos caracoles son capaces de perforar las conchas de los bivalvos y, debido a esto, algunas especies causan mucho daño en los criaderos de ostras. Los verdaderos caracoles pueden incluso atacar a los peces atrapados en una red extendiendo su trompa hasta el doble de la longitud de su propio cuerpo.
La hembra pone cápsulas de huevos esponjosas con cientos de huevos. Estos forman grupos redondos o masas en forma de torre. Sólo alrededor del 10% de estos huevos eclosionan. Luego, las larvas se alimentan del resto de huevos que aún no han eclosionado.
La carne del buccino común, Buccinum undatum, es muy apreciada como alimento, pero su consumo está actualmente en declive.
El cangrejo ermitaño suele utilizar conchas vacías de buccinidos para construir su hogar.

## Taxonomía
Según la taxonomía de Gastropoda de Bouchet & Rocroi (2005), la familia Buccinidae consta de seis subfamilias:
- Subfamilia Buccininae Rafinesque, 1815
- Subfamilia Beringiinae Golikov & Starobogatov, 1975
- Subfamilia Busyconinae * Wade, 1917 (1867): actualmente, Busyconinae se trata como sinónimo de Busyconidae.
- Subfamilia Donovaniinae Casey, 1904 - sinónimo: Lachesinae L. Bellardi, 1877 (inv.)
- Subfamilia Neptuneinae W. Stimpson, 1865
- Subfamilia Siphonaliinae Finlay, 1928 - sinónimo: Austrosiphonidae Cotton & Godfrey, 1938
- Subfamilia Pisaniinae fue elevada al estado de familia Pisaniidae en 2009 por Galindo, LA; Puillandre, N.; Utge, J.; Lozouet, P.; Bouchet, P.[3]